# Rehobeth
Rehobeth est une municipalité américaine située dans le comté de Houston en Alabama.
Selon le recensement de 2010, sa population est de 1 297 habitants. La municipalité s'étend sur 7,61 milles carrés (19,71 km2).

## Démographie
| 2000 | 2010  |
| ---- | ----- |
| 993  | 1 297 |